# San Cristóbal de Segovia
San Cristóbal de Segovia – gmina w Hiszpanii, w prowincji Segowia, w Kastylii i León, o powierzchni 6,35 km². W 2011 roku gmina liczyła 2928 mieszkańców.